# Pierre Joliot
Pierre Adrien Joliot-Curie, più conosciuto come Pierre Joliot (Parigi, 12 marzo 1932) è un biologo francese.
È stato nominato commendatore dell'Ordine nazionale al merito nel 1982 e della Legion d'onore nel 1984 e consulente scientifico del primo ministro francese dal 1985 al 1986. Ha ricoperto la cattedra di bioenergetica cellulare dal 1981 al 2002 presso il Collège de France ed è ora professore emerito. È inoltre membro dell'Accademia francese delle scienze.

## Biografia
Pierre Joliot è figlio di Frédéric e Irène Joliot-Curie, entrambi vincitori del Premio Nobel per la chimica nel 1935, e nipote di Pierre e Marie Curie, vincitori anch'essi di Premi Nobel. È inoltre il fratello di Hélène Langevin-Joliot, nota fisica francese.
Ricercatore dal 1956, è diventato direttore della ricerca al CNRS nel 1974. Si è specializzato in biologia e, tra le altre cose, dal 1987 al 1992 ha diretto il dipartimento di biologia dell'École normale supérieure, prima di presiedere il consiglio scientifico dell'École normale supérieure di Lione. Professore onorario al Collège de France, già titolare della cattedra di bioenergetica cellulare e membro dell'Accademia delle scienze e dell'Accademia nazionale delle scienze Americana. È professore al Collège de France e membro dell'Académie des sciences de France e degli Stati Uniti.
Dal 1998 al 2001 ha presieduto il Comitato Etico del CNRS. Dal 1994 al 2000 è stato membro del consiglio di amministrazione della Fondation Hugot du Collège de France.
Nel 2002 pubblica un lavoro che presenta la sua concezione della ricerca, La Recherche passionnément. 
È sposato con Anne Gricouroff, una delle figlie di Georges Gricouroff, dalla quale ha avuto due figli: Marc Joliot, ricercatore in neuroscienze, e Alain Joliot, biologo.

## Premi e riconoscimenti
- Premio André Policard-Lacassagne (1968)
- Premio Charles F. Kettering dell'American Society of Plant Physiologists (1970)
- Membro straniero della National Academy of Sciences, Stati Uniti (1979)
- Premio Commissariato per l'energia atomica (1980)
- Medaglia d'oro CNRS (1982)[4]
- Membro di Academia Europaea (1989)[5]
- Membro dell'Accademia europea delle scienze, delle arti e delle lettere (1992)[6]
- Grande Ufficiale della Legion d'Onore, decreto del13 luglio 2012[7]
- Commendatore dell'ordine nazionale al merito (2001)

## Pubblicazioni
- (FR) Pierre Joliot, Contribution à l'étude des phénomènes d'induction de la photosynthèse, 1961.
- (FR) Pierre Joliot, Jean-Marie Coldefy, René Buvet, André Lwoff, François Russo, Qu'est-ce-que la vie?, 1975.
- (FR) Pierre Joliot, Titres et travaux scientifiques, 1982.
- (FR) Pierre Joliot e Odile Jacob, La recherche passionnément, 2001.
- (FR) Pierre Joliot, Monique Bordry e Pierre Radvanyi, Œuvre et engagement de Frédéric Joliot-Curie : à l'occasion du centième anniversaire de sa naissance, 2001.
- (FR) Pierre Joliot e Denis Beaudouin, Charles Beaudouin: une histoire d'instruments scientifiques, 2005.
- (FR) Pierre Joliot, Energie 2007-2050 : les choix et les pièges, 2007.
- (FR) Pierre Joliot, Christophe Gruner e Flammarion Jeunesse, La recherche scientifique? Une passion, un plaisir, un jeu, 2017.
- (FR) Pierre Joliot e Antoine Compagnon, Einstein au Collège de France, 2020.